# Parque de Diagonal Mar
El parque de Diagonal Mar es un parque público de Barcelona situado en el barrio de Diagonal Mar i el Front Marítim del Poblenou, en el distrito de San Martín. Se denomina así porque está situado en la confluencia de la avenida Diagonal —que cruza la ciudad en forma de diagonal— con el mar Mediterráneo. Es el tercer parque urbano más grande de la ciudad —sin contar con los forestales—, y también uno de los más modernos. Es obra de los arquitectos Enric Miralles y Benedetta Tagliabue, y fue construido entre 1999 y 2002, siendo inaugurado el 21 de septiembre de ese último año por el alcalde Joan Clos.

## Descripción

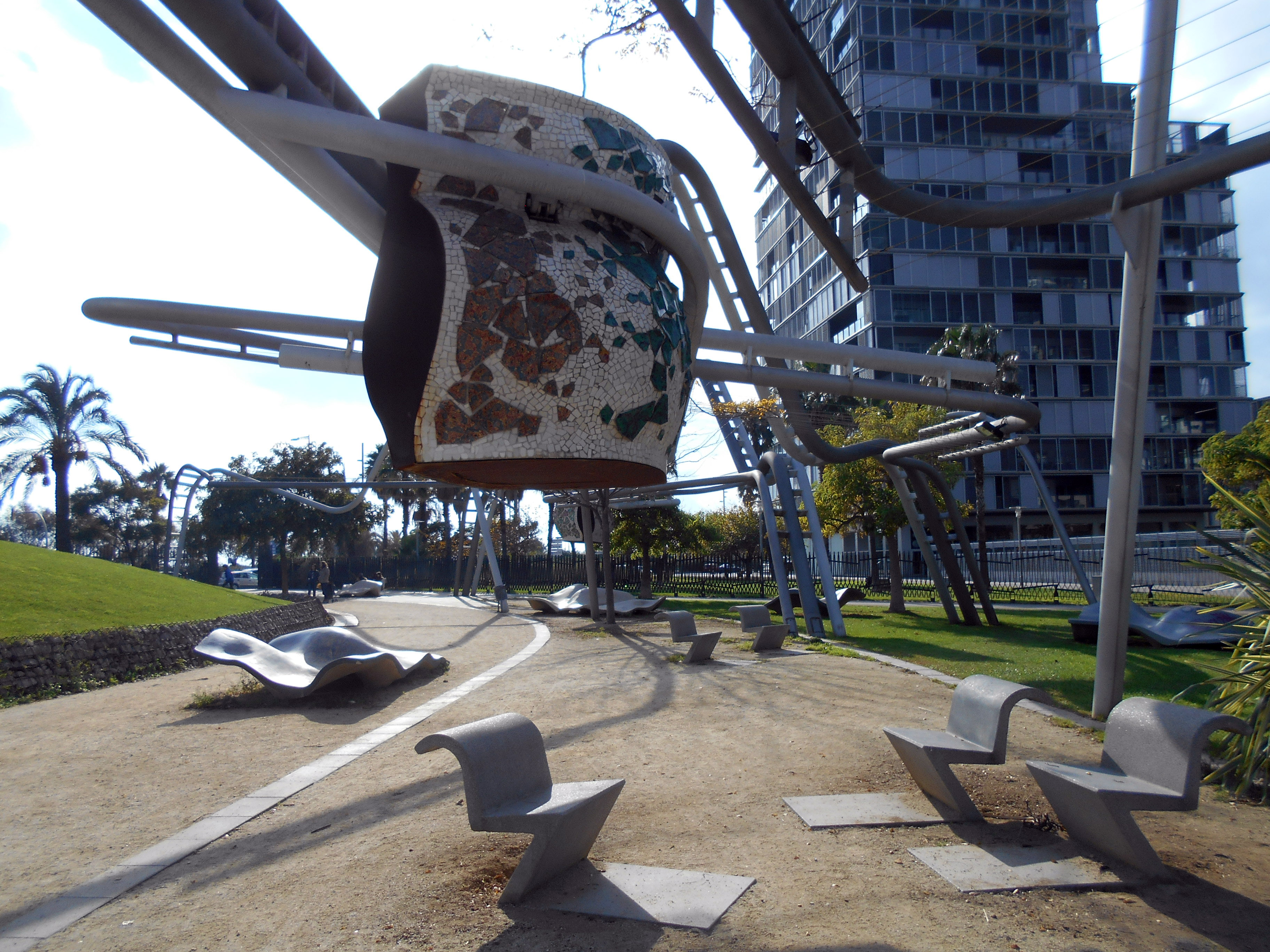
Vista del parque.

El terreno que ocupa el parque, más otros de los alrededores, en un total de 14 ha, pertenecía a la empresa metalúrgica y de construcción de material ferroviario MACOSA —también conocida como Can Girona—, de la que queda el recuerdo de la torre de las aguas en la que figura el nombre "Besós", por haber pertenecido anteriormente a una compañía de aguas que pretendía utilizar las aguas del río Besós, que rápidamente se contaminaron por los residuos de las numerosas industrias de la zona.
Es un parque de diseño moderno, en el que destacan diversas estructuras metálicas semejantes a filigranas tubulares de caprichosas formas, que a modo de piezas escultóricas jalonan todo el recinto, y que en ciertos puntos sostienen unas grandes jardineras confeccionadas en cerámica de colores, obra del ceramista Antoni Cumella Vendrell. El parque está dividido en tres áreas, dos más pequeñas junto a la zona litoral, ambas con un pequeño estanque, y otra más grande que acoge un lago de mayor tamaño, poblado por patos, gansos y aves acuáticas. Un puente de madera une las dos orillas del lago. Hay varias colinas de césped, una de las cuales, llamada Montaña Mágica, tiene unos toboganes para que desciendan los niños por ellas. Los bancos tienen forma de olas de mar, y reciben el nombre de lungomare, un vocablo italiano que significa «pasear junto al mar». La vegetación está compuesta por 51 especies diferentes de árboles, entre los que destaca un drago canario de 150 años de edad. El parque también incluye áreas de juegos infantiles, campos de fútbol y baloncesto, pistas de petanca y mesas de ping-pong. Por otro lado, una parte de su superficie se destinó a la edificación, y comprende edificios de viviendas, oficinas, hoteles y un centro comercial.

## Ornitología
Desde su apertura en 2002, hasta 2021, en este parque se han observado un total de 166 especies de aves diferentes, lo que le convierte en un "hotspot" de elevada biodiversidad ornitológica. Dentro de la ciudad de Barcelona, es uno de los espacios donde se han observado más especies de aves. Entre las muchas observadas, destacan las acuáticas. Se pueden observar casi a diario diferentes especies de garzas, como la garza real (Ardea cinerea), la garceta común (Egretta garzetta) y la garcilla bueyera (Bubulcus ibis). Son frecuentes diferentes especies de gaviotas, destacando como residente la gaviota patiamarilla (Larus michahellis). También con varios centenares de aves en ocasiones, en invierno la gaviota reidora (Larus ridibundus). Pero la especie de  gaviota "estrella" es la gaviota de Audouin (Larus audouinii), especie amenazada a nivel mundial. Se puede observar de febrero a septiembre y es el mejor lugar urbano del mundo donde observarla a placer. También pueden verse otras aves acuáticas. Antaño criaban el ánade real (Anas platyrhynchos), la gallineta común (Gallinula chloropus) y el ánsar común (Anser anser). Pero el deficiente sistema de niveles de agua desde hace años impide que estas especies puedan reproducirse anualmente, desde como mínimo el 2012. Su cercanía al litoral potencia también la observación de especies paseriformes de migrantes que se resguardan en días de inclemencias meteorológicas. Destacan observaciones regulares de aves poco habituales en la ciudad como la tarabilla norteña (Saxicola rubetra) y el colirrojo real (Phoenicurus phoenicurus). Ocasionalmente pueden observarse en vuelo aves rapaces como el halcón peregrino (Falco peregrinus) o el cernícalo vulgar (Falco tinnunculus).

## Vegetación
Entre las especies presentes en el parque se hallan: la adelfa enana (Nerium oleander "Nana"), el romero rastrero (Salvia rosmarinus "Prostatus"), la abelia (Abelia floribunda), el cipresillo (Santolina chamaecyparissus), el laurel (Laurus nobilis), la tipuana (Tipuana tipu), el álamo blanco (Populus alba), el chopo (Populus italica nigra), la encina (Quercus ilex y Quercus suber), el eucalipto (Eucalyptus camaldulensis), el pino carrasco (Pinus halepensis), el pino piñonero (Pinus pinea), el olivo (Olea europaea), el tamarindo (Tamarix gallica), la acacia espinosa (Gleditsia triacanthos), el parasol de China (Firmiana simplex), el ailanto (Ailanthus altissima), el árbol del coral (Erythrina crista-galli), la sófora (Sophora japonica), el almez (Celtis australis), el pino de Canarias (Pinus canariensis), la palmera de Canarias (Phoenix canariensis), la palmera datilera (Phoenix dactylifera), el palmito elevado (Trachycarpus fortunei), la washingtonia (Washingtonia robusta), el palmito (Chamaerops humilis), el ciprés de los pantanos (Taxodium distichum), el junco (Juncus effusus) y la flor del estanque (Iris pseudacorus).

## Galería de imágenes

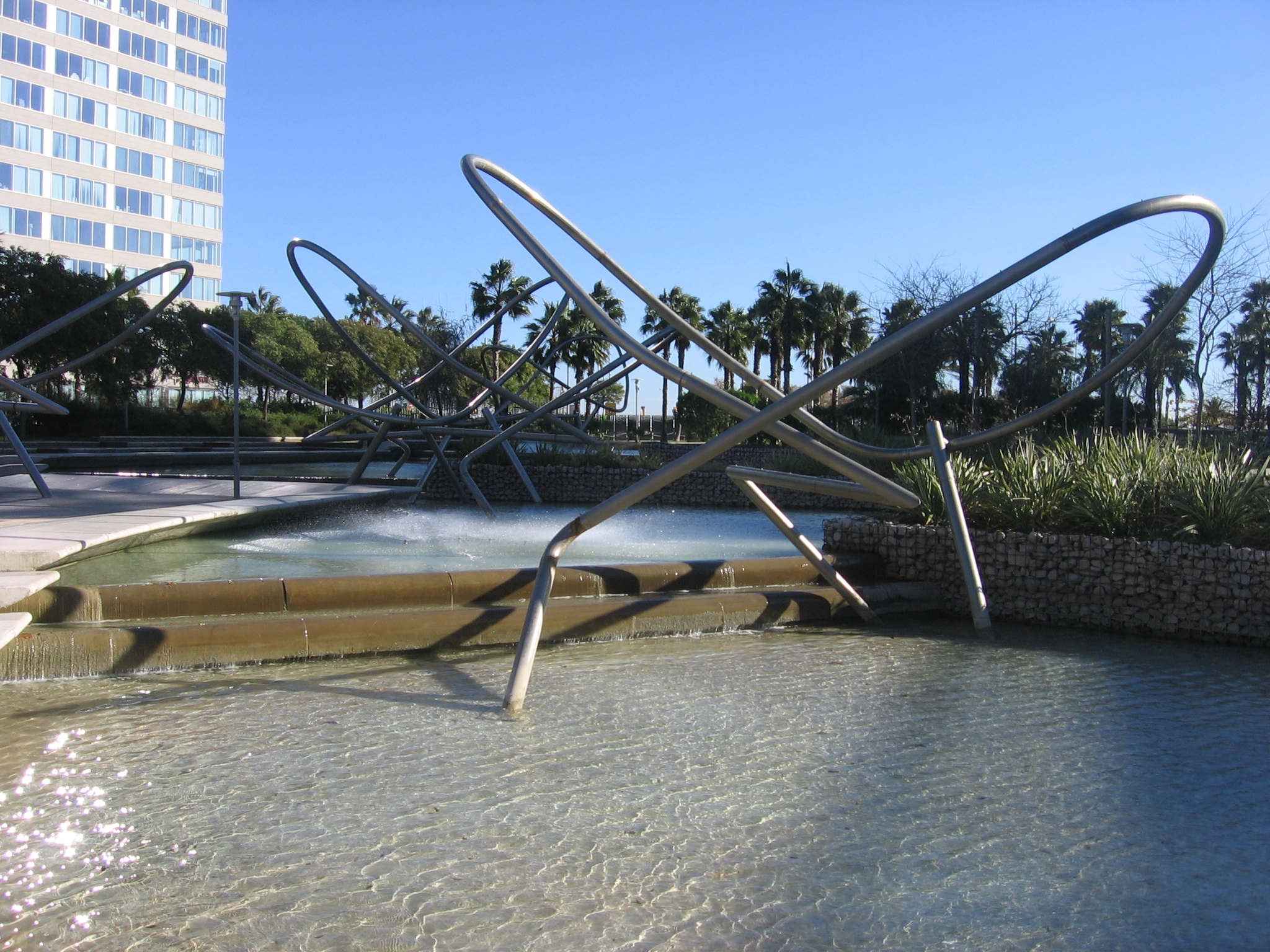
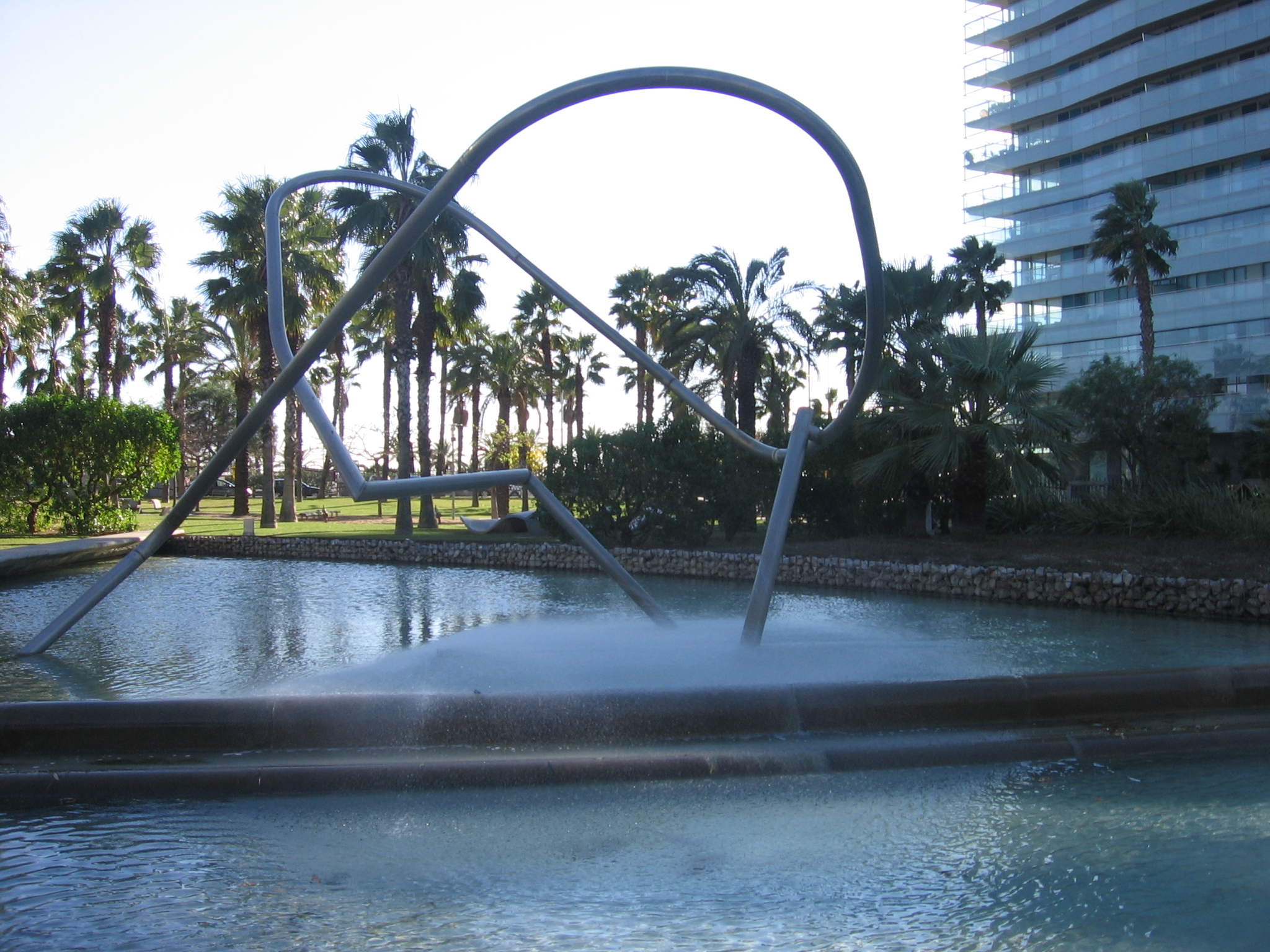
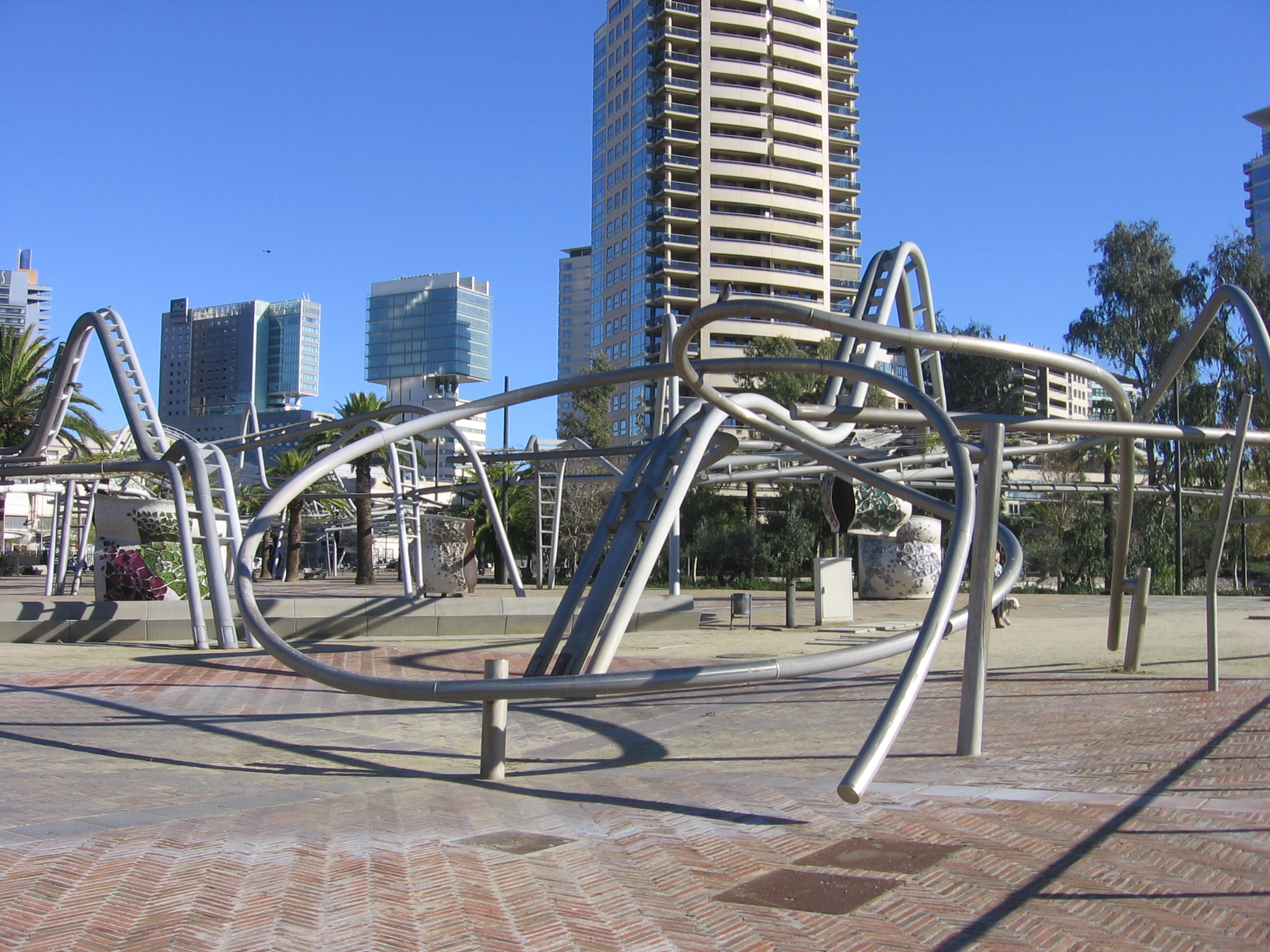
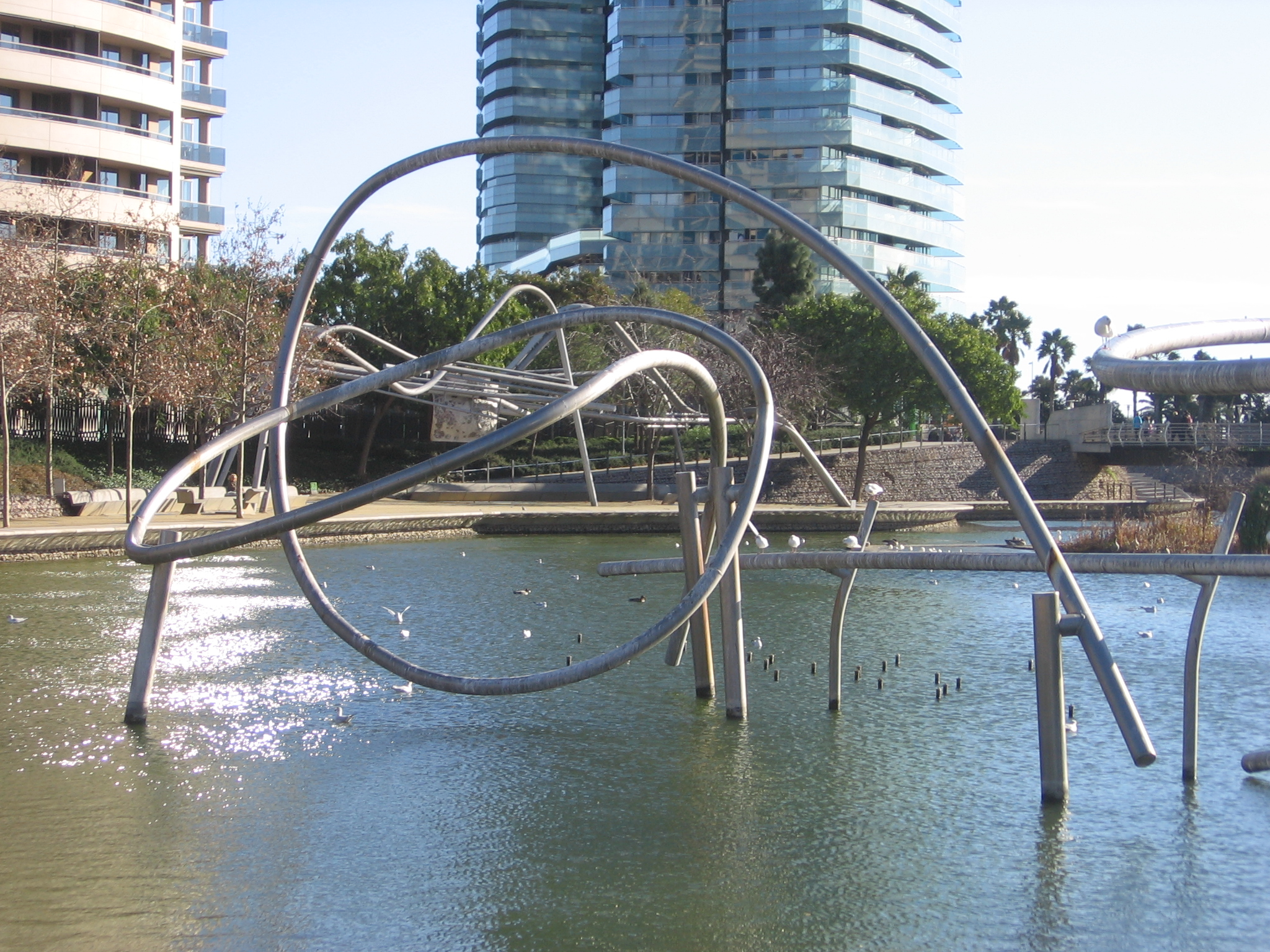
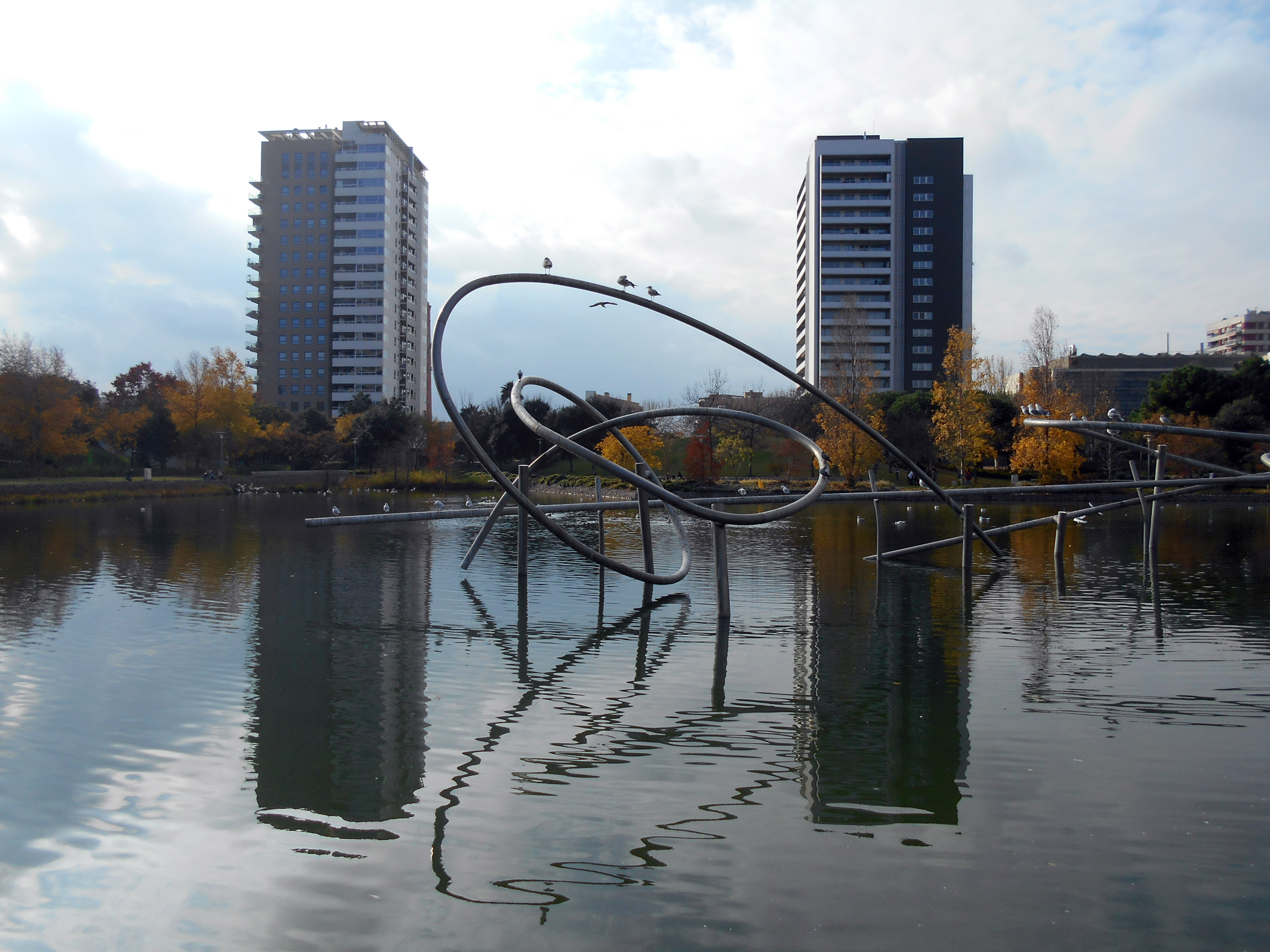
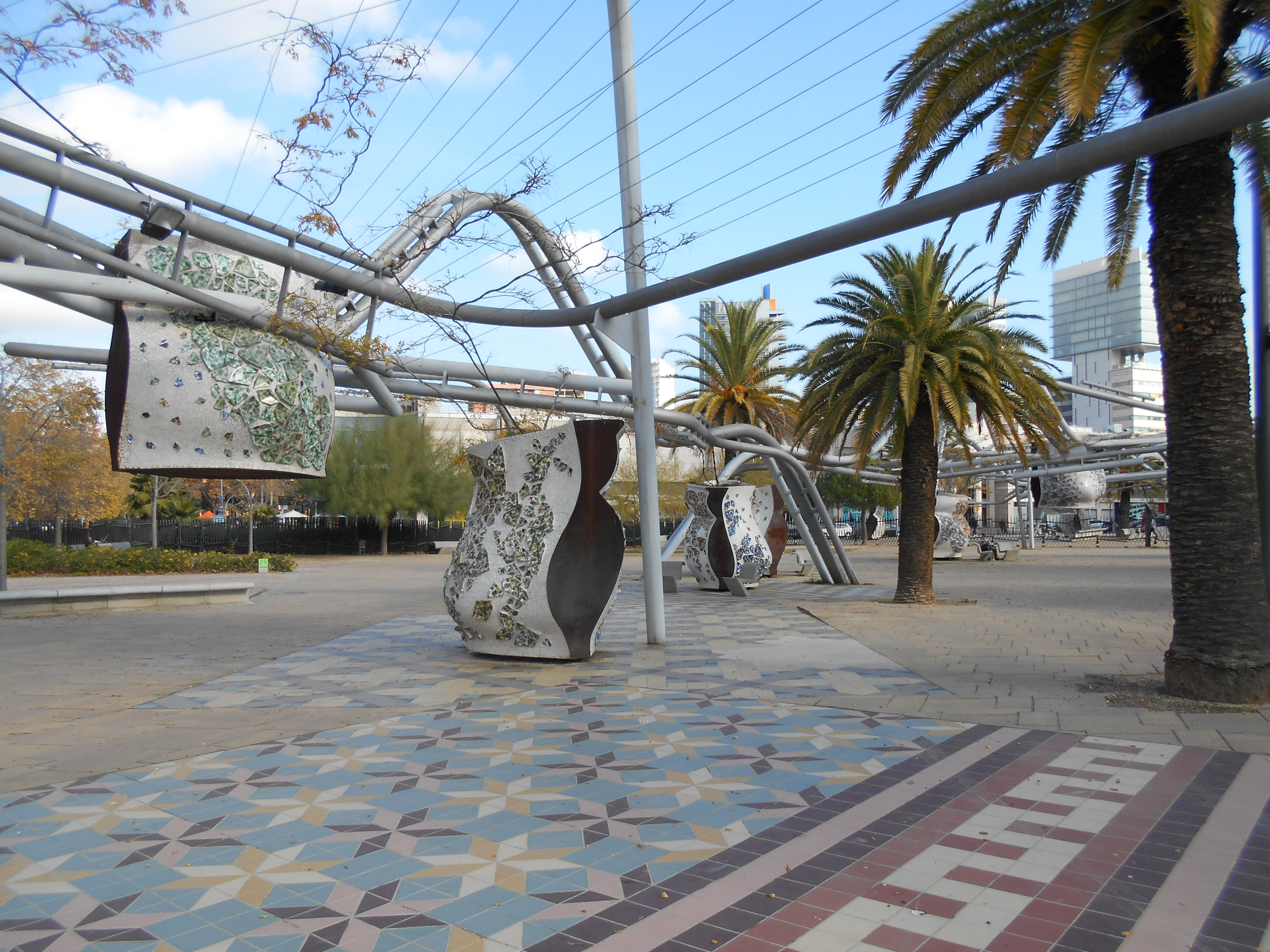

## Servicios
- Fuente
- Área de juego infantil
- Pistas de petanca
- Zona deportiva
- Lagos
- Recorrido accesible